# Абдуллаев, Акрам Камал оглы
Абдуллаев Акрам Камал оглы (азерб. Abdullayev Əkrəm Kamal oğlu, род. 23 июня 1975 года, в городе Сальяны, Азербайджанской ССР) — депутат Милли Меджлиса — парламента Азербайджана третьего созыва.

## Биография
Выпускник исторического факультета Бакинского Государственного Университета а также факультета государственного и муниципального управления Академии Государственного Управления при президенте Азербайджанской Республики. Владеет русским и английскими языками. В период с 1996 по 2005 гг. работал инструктором, главным инструктором и начальником отдела в Министерстве Молодёжи и спорта Азербайджанской Республики. Женат. Отец двоих детей.

### Политическая карьера
Член партии «Ени Азербайджан». 6 ноября 2005 года был избран депутатом Милли Меджлиса третьего созыва от 59-го первого Сальянского избирательного округа. Входит в состав постоянной комиссии по вопросам социальной политики. Член рабочих групп по межпарламентским отношениям Азербайджан — Катар, Азербайджан — Великобритания, Азербайджан — Таджикистан, Азербайджан — Таиланд, Азербайджан — Турция и Азербайджан — Узбекистан.
Руководитель рабочей группы по межпарламентским отношениям Азербайджан — Кувейт. Член азербайджанской делегации в Парламентской Ассамблее Совета Европы.